# Bolldån
Bolldån (Leucas martinicensis) är en kransblommig växtart som först beskrevs av Nikolaus Joseph von Jacquin, och fick sitt nu gällande namn av William Townsend Aiton. Bolldån ingår i släktet tropikdån, och familjen kransblommiga växter. Inga underarter finns listade i Catalogue of Life.